# Alexis Bestoujev-Rioumine
Pour les articles homonymes, voir Bestoujev.
 (avril 2015).
Le comte Alexis Petrovitch Bestoujev-Rioumine (en russe : Алексей Петрович Бестужев-Рюмин, translittération : Aleksej Petrovič Bestužev-Rûmin), né le 1er juin 1693 à Moscou et mort le 21 avril 1768 à Saint-Pétersbourg, était un diplomate et homme politique russe. Il fut Grand chancelier impérial de Russie de 1744 à 1758 et sénateur. Malgré l'attirance d'Élisabeth Ire pour la France, Alexis Petrovitch Bestoujev-Rioumine tenta vainement d'autres alliances et fut le mentor politique de l'impératrice.

## Biographie
Issu d'une vieille famille noble moscovite originaire de Novgorod. Fils du comte Piotr Mikhaïlovitch Bestoujev-Rioumine (1664-1743), ambassadeur de Russie au duché de Courlande et frère de Mikhaïl Petrovitch Bestoujev-Rioumine (1688-1670).

### Jeunesse
Alexis Petrovitch Bestoujev-Rioumine reçut probablement une solide éducation moscovite. Avec son frère aîné, il partit pour l'étranger afin de poursuivre ses études. Ils fréquentèrent l'Université de Copenhague puis celle de Berlin en 1710. Il étudia les langues étrangères et les sciences appliquées.

### Carrière diplomatique sous Pierre le Grand
En 1712, le comte Bestoujev-Rioumine entra au service de Pierre le Grand. Avec le prince Kourakine (1676-1727), il participa au Congrès d'Utrecht (1712), ce qui lui permit de se familiariser avec les arcanes de la diplomatie. Pour la même raison, en 1713 il lui fut permis d'entrer au service de l'Électeur de Hanovre. Cet électeur devint, en 1714 roi de Grande-Bretagne et d'Irlande sous le nom de Georges Ier. Alexis Bestoujev-Rioumine accompagna le nouveau souverain à Londres, en qualité de messager accrédité et le monarque envoya le comte à Saint-Pétersbourg avec un document expliquant son accession au trône britannique. Alexis Bestoujev-Rioumine revint en Angleterre où il demeura quatre années. Pendant cette période, le comte acquit les bases nécessaires pour sa future et brillante carrière diplomatique.
Alexis Bestoujev-Rioumine illustra curieusement sa passion pour l'intrigue dans une lettre adressée au tsarévitch Alexis à Vienne. Il assurait son futur souverain de son dévouement et représentait son séjour en Angleterre comme un isolement délibéré et zélé de sa part, sans l'avoir vraiment souhaité. Cette extraordinaire indiscrétion aurait pu peut-être lui coûter la vie, mais le tsarévitch détruisit la lettre (par précaution, les ministres autrichiens firent une copie de cette lettre, elle se trouve aujourd'hui dans les archives autrichiennes à Vienne).
De retour en Russie, Alexis Bestoujev-Rioumine servit durant deux années sans traitement comme gentilhomme de la Chambre à la Cour d'Anne de Courlande (future Anne Ire). En 1721, le comte succéda à Vassili Loukitch Dolgoroukov (1672-1739) comme ambassadeur à Copenhague. À cette époque, Frédéric IV de Danemark forma une alliance diplomatique avec le roi d'Angleterre Georges Ier. Cette alliance avait pour objet d'armer les puissances du Nord contre Pierre le Grand. Le comte eut à charge de veiller à compenser cet état de choses. 
À l'occasion du traité de Nystad (1721) qui mit fin à la Grande guerre du Nord (1700-1721) entre la Russie et la Suède, le comte Bestoujev-Rioumine créa et fit frapper une médaille commémorative où fut inscrite un éloge panégyrique en latin ; cela fut agréable à Pierre Ier. De Derbent, le tsar lui envoya une lettre écrite de sa main à laquelle il joignit son portrait. Ce fut à cette époque que le comte Bestoujev-Rioumine inventa ses fameuses gouttes ou teinture toniconervina Bestuscheffi. Le général de brigade Lamotte vola la recette et fit fortune en France en l'introduisant à la Cour de Versailles où elle fut connue sous le nom d'Élixir  d'or  puis  Élixir or et blanc  puis teinture de Bestucheff.

### Carrière diplomatique sous AnneIrede Russie
La mort subite de Pierre le Grand le 8 décembre 1725 modifia les chances du comte. Pendant plus de dix ans, il resta en poste à Copenhague. Il considéra en vain la Russie comme une terre promise, mais il en fut exclu par ses rivaux. Malgré tout, entre 1730 et 1740 il rendit d'importants services à Anne Ire qui le décora et en fit son conseiller privé. Il gagna également la faveur d'Ernst Johann von Biron (1690-1772), l'amant de la tsarine. Lors de la fin tragique d'Artemi Petrovitch Volynski (en) (décapité le 23 juin 1740 pour avoir ourdi un complot visant à détrôner Anne Ire de Russie), Alexis Bestoujev-Rioumine fut rappelé en Russie et remplaça Artemi Petrovitch Volynski au sein du Conseil. Dans les derniers jours de la vie de la tsarine Anne, le comte aida Ernst Johann von Biron à obtenir la régence, mais lors de la chute de son protecteur (novembre 1740), sa situation devint précaire.

### Vice-chancelier impérial de Russie
La chance du comte Bestoujev-Rioumine se présenta le jour de l'accession au trône d'Élisabeth Ire le 6 décembre 1741. Immédiatement après cet évènement, l'impératrice le convoqua à la Cour impériale et le nomma vice-chancelier. Pendant les vingt années où il occupa ce poste, la Russie vécut des conditions politiques très difficiles. Le vice-chancelier dirigea pratiquement toute la politique étrangère de l'Empire.
Opposition à la France malgré la francophilie d'Élisabeth
À cette époque, Alexis Bestoujev-Rioumine considérait la France, première puissance européenne, comme un ennemi naturel de la Russie. Pour le comte, l'Autriche et l'Angleterre étaient les véritables alliées de la Russie impériale. Quant à la France, opposée aux Habsbourg, elle bénéficiait de l'amitié de la Prusse et la Russie craignait Frédéric II de Prusse, dont la puissance ne cessait d'augmenter.
Les intérêts politique des deux États (Suède et Pologne) concernant la Turquie étaient diamétralement opposés et la Russie craignait les intrigues de la France dans ces trois puissances, trois pays ayant des frontières avec la Russie. Les ennemis de la France devinrent nécessairement les amis de la Russie et inversement les amis furent considérés comme des ennemis. En conséquence, l'Autriche et la Grande-Bretagne devinrent les alliés « naturels » de la Russie, tandis que le dynamique et énergique Frédéric le Grand, engagé dans la guerre de Succession d'Autriche (1740-1746) représentait un danger. Alexis Bestoujev-Rioumine adopta donc une politique de rapprochement afin d'obtenir une quadruple alliance entre la Russie, l'Autriche, la Grande-Bretagne et la Saxe de manière à faire contrepoids contre l'alliance franco-prussienne. Mais, le vice-chancelier se trouva sur un terrain diplomatique dangereux, en effet l'impératrice Élisabeth était francophile et avait elle-même une aversion pour une alliance avec la Grande-Bretagne et l'Autriche. Les chancelleries autrichienne et anglaise tentèrent d'empêcher son adhésion à une alliance franco-prussienne, mais beaucoup d'amis personnels de l'impératrice favorables à la France et à la Prusse prirent part à d'innombrables complots visant à renverser le comte Alexis Bestoujev-Rioumine. Malgré ces obstacles, l'aide apportée par son frère aîné Mikhaïl permit au comte de persévérer dans sa politique. 
La Russie et la Suède engagèrent les hostilités en 1741, le 11 décembre 1742 et le comte Bestoujev-Rioumine conclut une alliance défensive avec la Grande-Bretagne. Auparavant, le vice-chancelier avait rejeté avec mépris les propositions du gouvernement français lors de la médiation russo-suédoise. Le comte mena une guerre si énergique qu'à la fin de 1742, la Suède fut à la merci d'Élisabeth. Au traité d'Åbo (janvier au 7 août 1743), le comte Bestoujev-Rioumine insista sur le fait que la Suède cédât l'ensemble de la Finlande à la Russie. Il compléta ainsi l'œuvre de Pierre le Grand.
N'ignorant pas le penchant d'Élisabeth pour la Maison de Holstein, la France intervint pour obtenir de meilleures conditions pour le Holstein. Sur la demande de l'impératrice de Russie, les Suédois acceptèrent le duc Adolphe Frédéric de Holstein comme futur roi (Adolphe Frédéric de Suède), en retour la Russie obtint la Finlande à l'exception d'une petite bande de terre jusqu'à la rivière Kymijoki.
Alliance avec la Prusse en dépit des vues du comte
Le comte Bestoujev-Rioumine ne put empêcher la signature d'une alliance défensive entre la Prusse et la Russie en mars 1743. Toutefois, grâce aux efforts du vice-chancelier, cette alliance fut privée de portée politique par l'exclusion de garanties qui avaient été proposées par Frédéric II à propos de ses conquêtes en Silésie. En outre, à la Cour de Russie, le crédit du roi de Prusse commençait à décliner irrémédiablement (le vice-chancelier considérait que la Prusse était plus dangereuse que la France). Le comte prépara la voie afin de signer une alliance avec l'Autriche. Il adhéra au traité de Breslau en vigueur du 11 juin 1742 au 1er novembre 1743.
Lors du prétendu complot Lopoukhina conçu à la Cour de Russie par la diplomatie du Holstein avec l'aide de la France et de la Prusse, Élisabeth Ire fut persuadée que l'ambassadeur d'Autriche intriguait pour rétablir Ivan VI sur le trône de Russie et pour incarcérer l'impératrice pendant quelque temps.
Ainsi la chute du comte Bestoujev-Rioumine devint imminente. En 1743, l'ambassadeur de France, le marquis de la Chétardie 1705-1759), parvint par ses intrigues à affaiblir le vice-chancelier et l'aventurier le comte Jean Armand de Lestocq, mais le comte Bestoujev-Rioumine trouva un ami en la personne du comte Vorontsov, confident de l'impératrice. Il lui fit part de ses vues politiques. 
La position d'Alexis Bestoujev-Rioumine demeura cependant très délicate, particulièrement lors des fiançailles du grand-duc Pierre de Holstein-Gottorp (futur Pierre III de Russie) avec Sophie d'Anhalt-Zerbst (future Catherine II de Russie). Ces fiançailles furent conclues contre son gré. La mère de la future Catherine II de Russie, la princesse Élisabeth de Schleswig-Holstein-Gottorp (1712-1760) qui accompagnait sa fille, en profita pour espionner le comte Bestoujev-Rioumine.
Le roi de Prusse, Frédéric le Grand, conscient de la versatilité de son allié français, désirait vivement une alliance offensive avec la Russie. La première étape exigeait le renversement du vice-chancelier « duquel » écrivit-il à son ministre Axel von Mardefeld « le sort de ma Maison et de la Prusse dépend ». Néanmoins, le comte Bestoujev-Rioumine réussit à convaincre Élisabeth des intrigues menées par le marquis de La Chétardière et, le 6 juin 1744, le diplomate français reçut l'ordre de quitter la Russie dans les vingt-quatre heures. Le 15 juillet 1744, le comte Alexis Bestoujev-Rioumine devint Grand Chancelier impérial.

### Grand Chancelier impérial de Russie
Avant la fin de l'année 1744, Élisabeth de Schleswig-Holstein-Gottorp fut expulsée de Russie et Alexis Bestoujev-Rioumine demeura en poste.

#### Coalition anti-prussienne
À cette époque la diplomatie européenne se focalisa sur le roi de Prusse apparemment insatiable dans ses conquêtes et devenant de ce fait une source de préoccupations pour tous ses voisins. Fin 1745, le Grand Chancelier communiqua une offre au gouvernement britannique pour attaquer la Prusse avec pour garanties des subventions d'un montant de £6 000 000, puis il se tourna vers l'Autriche et, le 22 mai 1746, il conclut une alliance offensive et défensive avec ces deux puissances manifestement dirigée contre la Prusse. En 1747, le comte signa une alliance avec l'Empire ottoman et le Danemark. Dans le même temps, Alexis Bestoujev-Rioumine réussit à résister à tout rapprochement avec la France et critiqua la Cour de Saxe pour son rapprochement avec la Cour de Versailles. 
À peu près à la même époque, le comte Bestoujev-Rioumine s'estima gêné par le vice-chancelier, le comte Vorontsov. En effet, celui-ci par son opposition persistante, entravait son action. Son ex-ami, et désormais rival jaloux, était soutenu secrètement par Frédéric le Grand. Néanmoins, en 1748, le Grand Chancelier impérial apporta à Élisabeth Ire la preuve que le comte Vorontsov percevait de l'argent de la Prusse et réussit à se débarrasser de lui. 
Le triomphe du comte Bestoujev-Rioumine coïncida avec la signature du traité d'Aix-la-Chapelle, le 18 octobre 1748. Celui-ci modifia l'ensemble de la situation politique en Europe et introduisit de nouvelles combinaisons : la rupture de l'alliance franco-prussienne et le rapprochement de l'Angleterre et de la Prusse. Avec pour conséquence inévitable, une alliance entre la France et les ennemis de la Prusse, dont la Russie.
Erreurs du comte
Malgré les violents préjugés politiques qu'il avait soutenus, le comte Bestoujev-Rioumine fut contraint de reconnaître le changement politique en Europe. Sa grande passion fut toujours un élément de sa diplomatie. Son anglomanie l'induisit également en erreur. Ses ennemis, avec à leur tête, son frère aîné Mikhaïl et le vice-chancelier, le comte Mikhaïl Vorontsov, paraissaient impuissants alors que sa diplomatie semblait sans faiblesse, mais ils tirèrent rapidement des leçons de ses erreurs.

### Le déclin du comte à cause du rapprochement de la Russie avec la France et l'Autriche
Lorsque le 16 janvier 1756, l'Angleterre et la Prusse et le 2 mai 1756 la France et l'Autriche signèrent une alliance, le comte Vorontsov préconisa l'adhésion de la Russie à cette dernière alliance, tandis que le comte Bestoujev-Rioumine insistait sur un traité avec la Grande-Bretagne. Mais son influence déclinait déjà. L'alliance anglo-prussienne qui était inattendue justifia les arguments de ses adversaires alors qu'une alliance avec l'Angleterre se révélait impossible. Son opposition à la France qu'il détestait l'empêcha d'adopter la seule alternative qui restait, celle de signer une alliance avec la Cour de Versailles.
Afin d'éviter de secrètes intrigues, le comte Bestoujev-Rioumine conseilla la mise en place d'un Conseil des ministres chargé de régler toutes les affaires importantes. Sa première session se tint du 14 mars au 30 mars 1756. Le Conseil préconisa une alliance avec l'Autriche, la France et la Pologne contre Frédéric II de Prusse, mais le Grand Chancelier s'opposait à toute composition avec la France. Il s'efforça donc de préserver son crédit en s'alliant secrètement à la grande-duchesse Catherine (future Catherine II). Il lui proposa le trône de Russie à la place de son époux, le grand-duc Pierre (futur Pierre III) dont Alexis Bestoujev-Rioumine n'attendait rien de bon, ni pour lui-même, ni pour la Russie. Il mena des négociations avec la future impératrice par l'intermédiaire de Stanislas Poniatowski.

La Russie adhéra donc à la lutte contre la coalition de la Prusse (1756) lors de la Guerre de Sept Ans (1756-1763). À la déclaration de guerre, Alexis Bestoujev-Rioumine nomma son ami le comte Apraxine (1702-1758) maréchal et commandant de l'armée impériale de Russie. Le maréchal remporta la bataille de Gröss-Jägerdorff sur les Prussiens le 30 août 1757. Ordre lui fut donné d'envahir la Prusse ; mais, informé de la mauvaise santé de l'impératrice, le comte Apraxine traversa le fleuve Niémen et rentra en Russie avec l'intention de soutenir le futur Pierre III au cas où l'impératrice décèderait. Frédéric le Grand, quant à lui, montrait un grand intérêt à l'égard du tsarévitch. Selon une autre version, le maréchal aurait été rappelé par le Grand Chancelier.
Le prétexte était tout trouvé pour les adversaires du comte Bestoujev-Rioumine. Ceux-ci complotaient depuis longtemps pour le renverser. Son refus d'accepter la coalition irrita l'opposition et explique sa détermination de vaincre. Ses ennemis l'accusèrent de haute trahison.

### L'exil
Il fut démis de ses fonctions de Grand Chancelier (1758) et exilé en avril 1759 à Goretovo sous l'inculpation de haute trahison.

### Maréchal de l'Empire
Lors de l'accession au trône de Catherine II, le comte Bestoujev-Rioumine rentra en faveur. L'impératrice le nomma maréchal, mais il ne fut plus impliqué dans les affaires d'État.

### Invention
On lui doit l'invention de la teinture tonique et nervine de Bestucheff  plus connue sous le nom de Gouttes d'Or ou Élixir d'or et blanc du Général de la Mothe, auquel on attribue parfois à tort l'invention des célèbres gouttes.